# 10. Königlich Bayerische Feldartillerie-Brigade
Die 10. Feldartillerie-Brigade war ein Großverband der Bayerischen Armee. Das Brigadekommando wurde im Zuge der Errichtung der 10. Infanterie-Division am 6. März 1915 aufgestellt.
Ihr unterstanden mit Stand 6. März 1915 folgende Verbände:
- 19. Feldartillerie-Regiment
- 20. Feldartillerie-Regiment
- Fußartillerie-Bataillon 10

Ab 22. Februar 1917 führte die Brigade die Bezeichnung Artillerie-Kommandeur Nr. 10.

## Kommandeure
| Vorname, Name                   | Kommandeur von bis                  |
| ------------------------------- | ----------------------------------- |
| Oberst Maximilian Ebermayer     | 6. März 1915 bis 12. Dezember 1915  |
| Generalmajor Wilhelm Langhäuser | 12. Dezember 1915 bis 28. Juli 1918 |
| Oberstleutnant Hermann Dietl    | 28. Juli 1918 bis Kriegsende        |